# سندواة
سُنْدُوَاة (الاسم العلمي Psammodromus)، جنس حيوانات بيوض من العظاء وفصيلة السقايات قابعات الأسنان، مكتسيات الألسنة المشرومة، رباعيات القوائم. موطنها أوروبا وشمال أفريقيا. أنواعها 6.